# Svatý Krescens
Svatý Krescens (1. století? - 1. století?) byl římským křesťanským apoštolem v 1. století. Je považován za jednoho ze sedmdesáti učedníků. Byl společník svatého Pavla během jeho druhého římského zajetí. Ve čtvrté části Druhého listu Timoteovi je zmíněno, že opustil apoštola Petra a odešel do Galacie.
Nejstarší tradice ho představuje jako biskupa v Galacii. Pozdnější záznamy ho zmiňují jako biskupa ve Vienne a Mohuči, ale tato tvrzení nejsou hodnověrná. Ve Vienne ustanovil biskupem svatého Zachariáše. Podle římské martyrologie byl mučen za Trajana. Jeho svátek se slaví 30. července.